# Polik
Polik je priimek več znanih Slovencev:
- Stane Polik (1919—2011), plesalec in koreograf
- Štefanija Polik (*1933), plesalka in koreografinja